# Yin Lihua

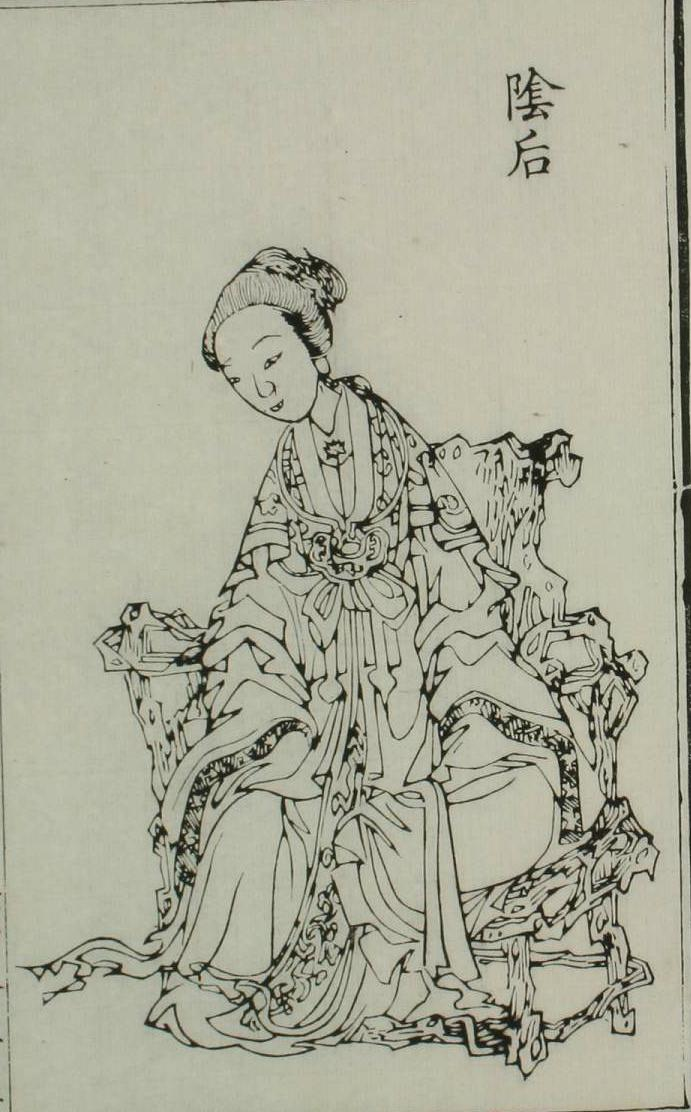
Yin Lihua

Yin Lihua, född 5, död 64, var en kinesisk kejsarinna, gift med kejsar Han Guangwudi. Hon var älskad av kejsaren, som befordrade henne från konkubin till kejsarinna. Hon utövade dock aldrig något inflytande över politiken, och det gjorde heller inte hennes släktingar, trots att hennes bröder utnämndes till markiser på grund av sin släktskap. Hon beskrivs som vacker och ödmjuk. 
Yin Lihua är begravd i Yuanling utanför Luoyang tillsammans med kejsar Guangwu.